# Skander Ben Tara
Skander Ben Tara, né le 22 janvier 1985, est un joueur de volley-ball tunisien évoluant au poste d'attaquant central à l'Espérance sportive de Tunis et dans l'équipe de Tunisie.

## Biographie
Skander Ben Tara est né dans une famille passionnée par le volley-ball. Il a des racines polonaises par sa mère Majda qui a été volleyeuse professionnelle en Tunisie. Son père Fethi Ben Tara a travaillé en tant qu'entraîneur et conseiller à la Fédération tunisienne de volley-ball. Son frère Wassim est un joueur international tunisien de volley-ball, son autre frère Sami étant un joueur de volley-ball professionnel ayant évolué au Luxembourg et sa cousine Katarzyna Bagrowska étant une joueuse professionnelle de volley-ball en Pologne.
Skander Ben Tara est l'un des piliers de l'équipe de Tunisie et du club de l'Espérance sportive de Tunis.

## Palmarès

### Club
- Vainqueur du championnat d'Afrique des clubs champions 2014 avec l'Espérance sportive de Tunis

### Équipe nationale
Championnat d'Afrique :
- Médaille d'argent en 2015